# رخ‌سفید نواردار
رخ‌سفید نواردار (نام علمی: Aphelocephala nigricincta) گونه‌ای از پرندگان تیرهٔ چکاوکان اقیانوسیه (Acanthizidae) است که در مناطق خشک‌تر استرالیا بومی است.